# Éclaireurs indiens de la United States Army

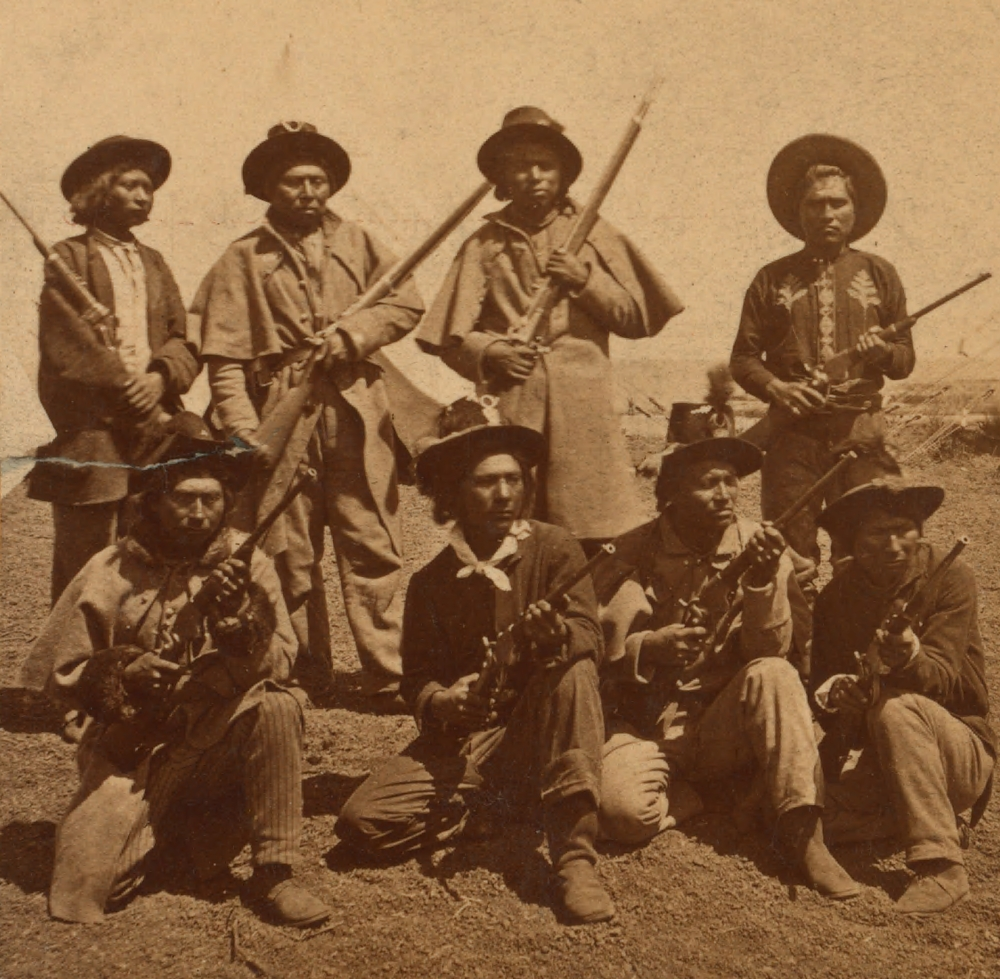
Un groupe d'éclaireurs apaches Warm Spring pendant la guerre des Modocs.

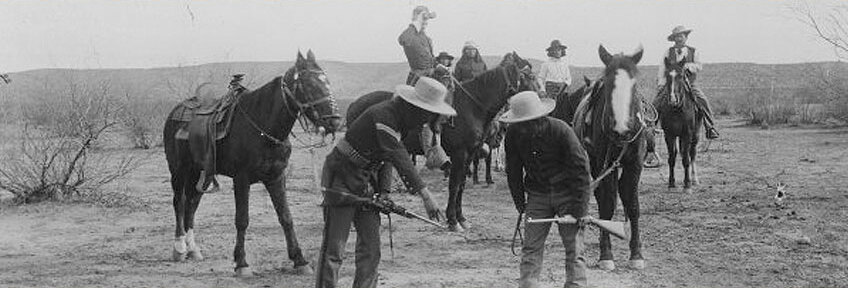
Soldats et éclaireurs amérindiens recherchant des traces avant la bataille de Big Dry Wash.

Des éclaireurs amérindiens ont fait partie intégrante de l'armée américaine dans plusieurs conflits depuis ses débuts. 
Les colons recrutèrent des Amérindiens comme alliés au cours d'occasions comme la guerre des Pequots de 1634 à 1638, la guerre d'indépendance, ainsi que la guerre de 1812. Les Amérindiens servirent dans les deux camps au cours de la guerre de Sécession, de même qu'ils exécutèrent de nombreuses missions outre-mer, y compris pour les plus notables, celle des code talkers qui servirent au cours de la Seconde Guerre mondiale.
Les éclaireurs indiens de l'armée ont été actifs dans l'Ouest américain à la fin du XIXe siècle et au début du XXe siècle. Leur recrutement a été officialisé par un acte du Congrès le 28 juillet 1866. Des éclaireurs indiens ont participé à l'expédition du général John Pershing en 1916 contre Pancho Villa au Mexique. Les code talkers (parleurs de code) amérindiens, Navajos ou autres, ont été très utiles lors de la Seconde Guerre mondiale pour chiffrer les transmissions dans des langues que ni les Japonais ni les Allemands ne maîtrisaient.
Les éclaireurs indiens furent officiellement démobilisés en 1947, lorsque leur dernier représentant partit à la retraite à Fort Huachuca, Arizona. Pour beaucoup d'Indiens, l'expérience des éclaireurs fut une manière importante d'interagir avec les colons américains et d'apprendre sur les cultures, leur manière de penser et d'agir.

## Le recrutement et l'enrôlement
Le recrutement des éclaireurs indiens fut d'abord autorisée par une loi du Congrès du 28 juillet 1866.

« Le Président est autorisé à mobiliser et à employer dans les Territoires et pays indiens une force d'Indiens ne devant pas dépasser un millier d'hommes pour agir comme éclaireurs. Ils recevront la rémunération et les indemnités des soldats de cavalerie, et seront démobilisés chaque fois que la nécessité de leur emploi ne sera plus avérée, à la discrétion du commandement militaire. »

Il y avait différents types d'éclaireurs : ceux qui s'étaient engagés pour une courte durée et ceux qui avaient été engagés par l'armée américaine. Certains Amérindiens ont parfois servi avec les deux statuts différents à des périodes différentes. Avant la loi de 1866, ces éclaireurs étaient plus considérés comme des employés que comme des soldats. De 1866 à 1912, les dossiers d'engagement étaient souvent renseignés par les services de l'État. Certains enregistrements étaient délégués aux unités ou postes militaires qui renseignaient les dates et lieux d'engagement, nom du recruteur, période d'enregistrement, date de démobilisation, etc. D'autres informations comme la description physique de l'éclaireur, la précision de sa mort éventuelle en service figuraient dans le dossier. Les éclaireurs indiens officiellement et régulièrement enrôlés après 1866 étaient dotés de vieux modèles d'uniformes issus des surplus militaires. Leurs uniformes étaient portés avec moins de rigueur, parfois mélangée avec des éléments de tenue indigène. En 1870, le capitaine Bourke du 3e de cavalerie décrivait les éclaireurs apaches en Arizona comme « presque nus, avec pour seuls vêtements une longe de mousseline en tissu, une paire de mocassins et une coiffe de plumes de faucon. » En 1876, une description des éclaireurs crows dit qu'ils portaient « un vieux chapeau militaire noir dont la partie supérieure avait été coupée et les côtés garnis de plumes, de fourrure et de tissu écarlate. » La disponibilité de vêtements militaires permit aux Amérindiens de se faire des tenues dépareillées. En 1902, à l'entrée en vigueur d'un nouveau règlement, les éclaireurs furent dotés d'une tenue plus uniforme et rigoureuse.
Au cours des guerres indiennes faisant suite à la guerre de Sécession, les Amérindiens, par leur rapidité, leur agressivité et leur connaissance du terrain furent un atout important pour l'armée américaine. Ils étaient rétifs à la discipline et aux règles de comportement de l'armée mais étaient d'une grande valeur pour leur connaissance des territoires de l'Ouest et leur capacité à fournir de l'information, ainsi qu'une unité de choc lors des rencontres avec des groupes d'Amérindiens hostiles. Le chef des éclaireurs pawnees Luther H. Nord, commenta, « ni les tribus indiennes, ni les éclaireurs de l'armée n'adoptèrent jamais les tactiques militaires de l'armée. Ils pensaient que les leurs étaient bien plus efficaces. » Un autre commandant d'unité d'éclaireurs, Stanton G. Fisher, souligna l'importance des éclaireurs indiens avec ces mots : « les soldats de l'Oncle Sam sont trop lents pour ce type de combat. »

## Craintes
La crainte de voir les éclaireurs se retourner contre les soldats américains exista de tout temps. Les Apaches Cibicue furent parmi les premiers éclaireurs réguliers. Ils furent aussi à l'origine du seul cas, au XIXe siècle de mutinerie d'éclaireurs indiens, à Cibecue Creek en Arizona. Leur commandement leur avait demandé de partir en campagne contre leur propre tribu, ce qui provoqua une mutinerie. Trois éclaireurs furent alors condamnés et exécutés.

## Réduction des forces/Pensions
La fin des hostilités sur la Frontière signifia une réduction du nombre d'éclaireurs indiens nécessaires. L'ordre No 28 publié le 9 mars 1891 réduit le nombre d'éclaireurs à 150, répartis entre les différents commandements. Ainsi, le département de l'Arizona en comptait 50, ceux du Dakota, de la Platte et du Missouri, 25 chacun, celui du Texas 15, et celui du Colombia 10. Les dossiers de pension fournissent des informations importantes, non seulement sur les éclaireurs indiens, mais aussi sur leurs familles ainsi que leurs proches. Les éclaireurs indiens et leurs veuves furent éligibles aux pensions de retraite avec l'adoption d'une loi le 4 mars 1917, relative aux guerres indiennes de 1859 à 1891.

## Figures notables/Reconnaissance
Les éclaireurs de la Frontière inclurent des noirs, des indigènes et des métisses. Les indigènes venaient de différentes tribus des États-Unis incluant les Narragansetts, les Mohegans, les Apaches, les Navajos et les autochtones d'Alaska (à partir des années 1940). 
L'un des plus célèbres éclaireurs de l'armée américaine fut Curley, un membre de la tribu des Crows, qui s'engage comme éclaireur en avril 1876 sous les ordres du colonel John Gibbon. Il rejoint ensuite le général Custer. Curley est plus connu comme le seul survivant du Custer's Last Stand, le dernier combat du général. Il nia néanmoins avoir été témoin de la bataille. Mais le Chicago Tribune a publié un article affirmant que Curley leur avait fait des déclarations au sujet de la bataille. John F. Finerty affirma que « Curley a dit que Custer est resté vivant pendant la plus grande partie du combat, motivant ses hommes dans une résistance acharnée, mais environ une heure avant la fin des combats, il fut mortellement blessé. »
Le site officiel de la Marine américaine répertorie les Amérindiens titulaires de la Medal of Honor, y compris douze qui la reçurent au XIXe siècle. Au XXe siècle, cinq Amérindiens furent parmi les soldats à recevoir la plus haute distinction des États-Unis. Cette décoration est remise pour acte d'héroïsme militaire « au-dessus et au-delà de l'appel du devoir », pour ceux qui ont montré une bravoure extraordinaire, et, pour certains, fait le sacrifice ultime pour leur pays.
Le rôle des femmes amérindiennes au sein de l'armée américaine est de plus en plus mis à jour par le travail de groupes tels que The Women In Military Service For America Memorial Foundation. Certaines d'entre elles sont identifiées telles que Tyonajanegen, une femme Oneida, Sacagawea, une Shoshone, ainsi que diverses infirmières qui participèrent y compris au cours de la révolution américaine. Peu d'informations sont actuellement disponibles sur le rôle des femmes en tant qu'éclaireurs au cours du XIXe siècle.

## Insigne
En 1890, les éclaireurs furent autorisés à porter un insigne de spécialité fait de flèches croisées. En 1942, le port de cet insigne fut autorisé pour 1st Special Service Force. Quand les traditions de ce corps furent récupérées par les Forces Spéciales, les flèches croisées devinrent une partie de leur insigne de spécialité en 1984.